# Gržeča vas
Gržeča vas este o localitate din comuna Krško, Slovenia, cu o populație de 102 locuitori.